# (19255) 1994 VK8
(19225) 1994 VK8 est un objet transneptunien faisant partie des cubewanos.

## Caractéristiques
1994 VK8 mesure environ 120 km de diamètre.

## Orbite
L'orbite de 1994 VK8 possède un demi-grand axe de 42,969 ua et une période orbitale d'environ 282 ans. Son périhélie l'amène à 41,671 ua du Soleil et son aphélie l'en éloigne de 44,267 ua. Il s'agit d'un cubewano.

## Découverte
1994 VK8 a été découvert le 8 novembre 1994.